# Metallurg Magnitogorsk
Il Metallurg Magnitogorsk (russo: Металлург Магнитогорск) è una squadra di hockey su ghiaccio russa, con sede nella città di Magnitogorsk. Fondata nel 1955, la compagine gioca le sue partite di casa nell'Arena-Metallurg.

## Storia
Fu fondata nel 1955 e milita nel massimo campionato russo, la Kontinental Hockey League. Nel corso della sua storia la squadra ha conquistato diversi titoli nazionali e alcuni trofei internazionali, comprese due European Hockey League ed una Coppa Spengler.
A livello nazionale il Metallurg ha vinto per tre volte il titolo della Superliga, mentre dal passaggio alla Kontinental Hockey League ha conquistato due edizioni della Coppa Gagarin nel 2014 e nel 2016.

## Palmarès

### Competizioni nazionali

#### Campionati nazionali
- Coppa Gagarin: 2

2013-2014, 2015-2016
- Superliga: 3

1998-1999, 2000-2001, 2006-2007
- Kubok Otkrytija: 2

2014-2015, 2016-2017
- Divizion Charlamova: 3

2009-2010, 2013-2014, 2015-2016
- Eastern Conference: 2

2013-2014, 2015-2016
- Rossijskaja Liga: 1

1980-1981

### Competizioni internazionali
- European Hockey League: 2

1998-1999, 1999-2000
- IIHF European Champions Cup: 1

2008
- Supercoppa IIHF: 1

2000
- Coppa Spengler: 1

2005